# Heinrich Ernst zu Stolberg
Graf Heinrich Ernst zu Stolberg (* 20. Juli 1593 in Schwarza; † 4. April 1672 in Ilsenburg) war der Stifter des älteren Hauptlinie des gräflichen Hauses Stolberg. 
Heinrich Ernst war der älteste Sohn des Grafen Christoph zu Stolberg. Seit 1639 war er gemeinsam mit seinem jüngeren Bruder Johann Martin zu Stolberg regierender Graf über die stolbergischen Besitzungen. Am 31. Mai 1645 teilten beide den Besitz. Heinrich Ernst erhielt die Grafschaft Wernigerode und den Hohnsteiner Forst.
Heinrich Ernst verlegte die Residenz von Wernigerode nach Ilsenburg. Er heiratete am 2. Mai 1649 Gräfin Anna Elisabeth, die Tochter des Grafen Heinrich Volrad zu Stolberg, mit der er die beiden Söhne Ernst zu Stolberg und Ludwig Christian zu Stolberg hatte.